# Fußball in Angola

Logo der Federação Angolana de Futebol

Fußball ist die beliebteste Sportart in Angola. Das Land war seit dem späten 15. Jahrhundert eine portugiesische Kolonie. Und so waren es die Portugiesen, die den Fußball hier popularisierten. Der Fußball in Angola ist bis heute durch seine portugiesischen Ursprünge und Beziehungen geprägt, beispielsweise durch eine Reihe Filialvereine der portugiesischen Klubs Benfica Lissabon und Sporting Lissabon. Auch spielen viele angolanischen Fußballer international vor allem in Portugal, aber auch in Frankreich, allerdings meist in unteren Ligen.
Der nationale Fußballverband Angolas ist die Federação Angolana de Futebol (FAF). Sie gründete sich 1979, nach der Unabhängigkeit Angolas von Portugal 1975. Die FAF organisiert die nationalen Fußball-Ligen Girabola (1. Liga) und Gira Angola (2. Liga) und ist zudem für die angolanische Nationalmannschaft der Herren sowie der Frauen zuständig.
Das Land richtete die Fußball-Afrikameisterschaft 2010 aus.

## Vereinsfußball (Herren)

### Ligabetrieb
Spätestens seit 1965 wird in Angola in einem Ligabetrieb ein Landesmeister ausgespielt. Rekordmeister zu portugiesischer Zeit war der 1953 gegründete Klub Atlético de Luanda, mit den Meisterschaftstiteln der Jahre 1965, 1966, 1967 und 1968. In Angola wird seit 1979 mit dem Girabola eine oberste landesweite Spielklasse ausgespielt, unter der mit dem Gira Angola eine dreigleisige zweite landesweite Liga geführt wird. Darunter folgen die jeweils oberste Liga der Provinzverbände der 18 Provinzen Angolas, unter denen die weiteren regionalen Spielklassen ausgespielt werden.

#### Die 1. Liga (Girabola)
Hauptartikel: Girabola

#### Die 2. Liga (Gira Angola)
Der Gira Angola ist die zweithöchste Spielklasse im angolanischen Fußball. Die Liga wird umgangssprachlich auch Segundona genannt. Sie wurde 1995 erstmals als einheitlicher landesweiter Wettbewerb von der FAF organisiert. Zwischen 2007 und 2009 wurde die zweite Liga von drei auf zwei Gruppen reduziert. 2009 erhielt sie dann den Namen Gira Angola und wird seither wieder in drei Gruppen ausgespielt, der Série A bis C. Die Saison findet von Juni bis Oktober des Jahres statt. Am Ende steigt der Gewinner jeder Série in die erste Liga, den Girabola auf. Seit 2011 wird unter den drei Gruppensiegern zudem, zum Ende der Spielzeit im November, mit einem Turnier im Modus jeder-gegen-jeden der Sieger des Gira Angola ausgespielt.

### Pokalwettbewerbe
Seit 1980, offiziell seit 1982 wird mit der Taça de Angola ein offizieller Landespokal ausgespielt. Meister und Pokalsieger spielen zudem mit der Super Taça de Angola einen Supercup aus.

## Die Herren-Nationalmannschaft

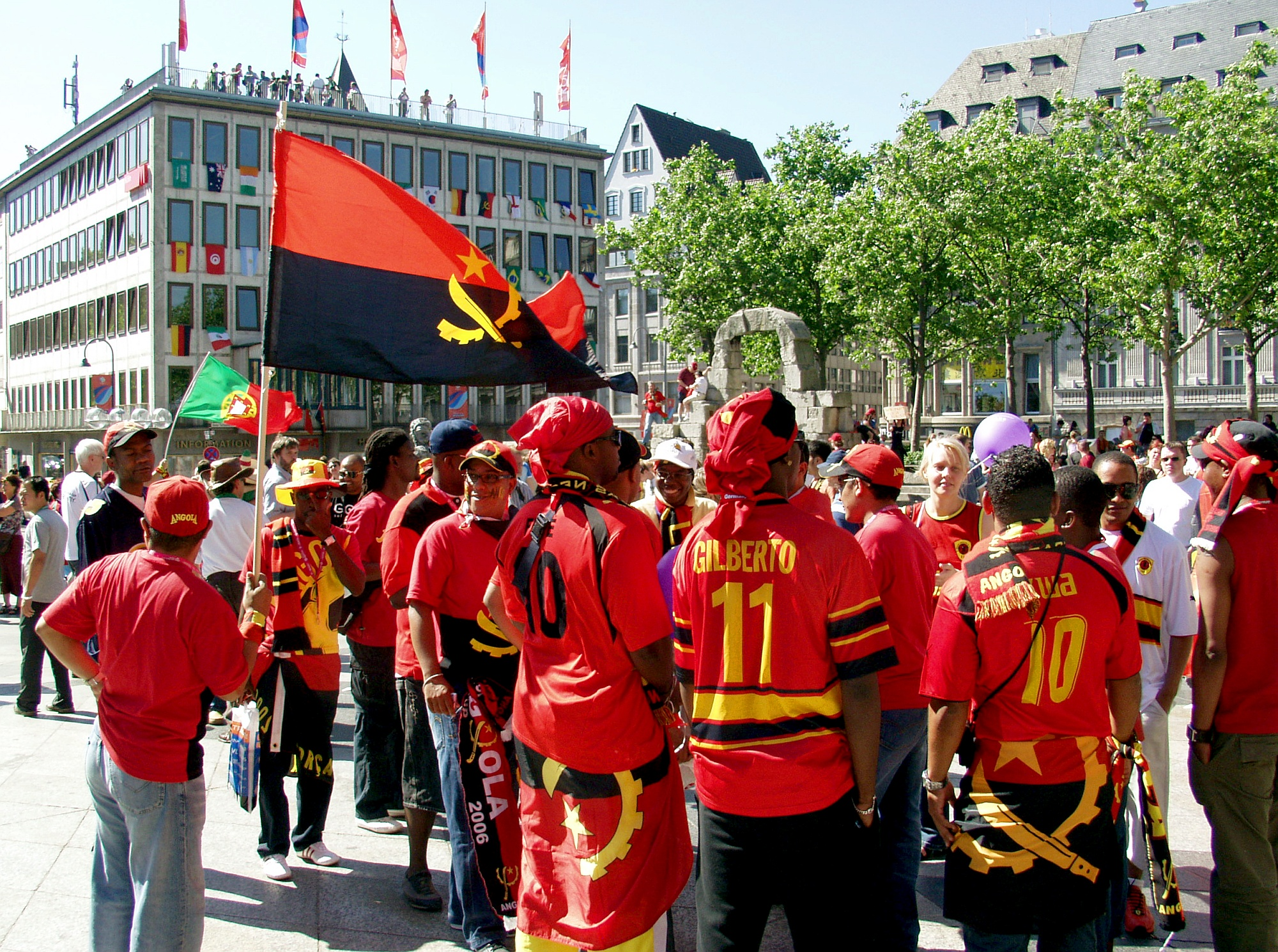
Angolanische Fans bei der Weltmeisterschaft 2006

Hauptartikel: Angolanische Fußballnationalmannschaft
Die Herren-Nationalmannschaft Angolas konnte sich 2006 zum ersten Mal für eine Weltmeisterschaft qualifizieren. Nachdem man sich in der ersten Qualifikationsgruppe nur durch die Auswärtstorregel gegen die tschadische Nationalmannschaft durchsetzen konnte (1:3-Auswärtsniederlage, 2:0-Heimsieg), belegte man in der zweiten Runde den ersten Platz der Gruppe D. Man setzte sich gegen die Nationalmannschaften Ruandas, Algeriens, Gabuns, Simbabwes und Nigerias durch. Zwar hatten die zweitplatzierten, punktgleichen Nigerianer die bessere Tordifferenz gegenüber Angola, allerdings zählte der direkte Vergleich, den die Palancas Negras durch einen 1:0-Heimsieg sowie durch ein 1:1-Unentschieden in Nigeria für sich entscheiden konnten.
Bei der Gruppenauslosung zur Weltmeisterschaft wurde Angola in Gruppe D zusammen mit Portugal, Mexiko und dem Iran gelost. Nach einem 0:1 gegen Portugal, einem 0:0 gegen Mexiko und einem 1:1 gegen den Iran schied man als Gruppendritter aus dem Turnier aus. Die Mannschaft verkaufte sich in den Spielen gut und wusste vor allem in der Defensive zu überzeugen. Das einzige Tor Angolas bei der WM und das erste überhaupt erzielte Flávio.
Die Auswahl gewann dreimal die Südafrikameisterschaft und kam zweimal bis ins Viertelfinale der Afrikameisterschaft: in Ghana 2008 und daheim in Angola 2010.

## Afrikameisterschaft 2010

Hauptartikel: Fußball-Afrikameisterschaft 2010
Am 4. September 2006 gab der afrikanische Fußballverband CAF bekannt, dass die Afrikameisterschaft 2010 nach Angola vergeben wird. Für die Afrikameisterschaft wurden extra vier neue Stadien errichtet: Das 50.000-zuschauerfassende Estádio 11 de Novembro in Luanda, das 35.000-zuschauerfassende Estádio Nacional de Ombaka in Benguela sowie das Estádio Nacional de Chiazi in Cabinda und das Estádio Nacional da Tundavala in Lubango, welche jeweils 20.000 Zuschauern Platz bieten.
Bei der Gruppenauslosung wurden Mali, Algerien und Malawi der Gruppe A zugelost. Angola war als Gastgeber als Gruppenkopf dieser Gruppe gesetzt.

## Frauenfußball

### Vereinsfußball
Der Frauenfußball in Angola krankt generell an fehlender Aufmerksamkeit, auch durch Verband und Vereine. So existieren kaum mehrgliedrige Ligastrukturen, und mangels Jugendklassen ist es keine Seltenheit, dass in einem Spiel 12-jährige Mädchen und fast 40-jährige Frauen aufeinander treffen. Es mangelt an fußballerischen Ausbildungsmöglichkeiten für Frauen, so dass eine Überalterung und damit ein Ende des Frauenfußballs in Angola droht.
Seit 1993 sind organisierte Spiele von Frauenfußballmannschaften in Angola bekannt, und seit 1995 findet mit dem Campeonato Provincial de Luanda ein Ligabetrieb in Angola statt, beschränkt auf die Provinz Luanda. Die erste landesweite Vereinsmeisterschaft der Frauen fand 1997 statt, als Turnier in der Stadt Lubango. Der Titel ging an den Blocos FC aus der Hauptstadt Luanda. Seit 2005 wird so eine regelmäßige Meisterschaft von der FAF ausgerichtet. Der Rekordmeister der Provinzmeisterschaft Luanda, der Progresso do Sambizanga, dominiert mit fünf landesweiten Titeln seither auch das Geschehen im landesweiten Frauenfußball Angolas. Neben Progresso gehört der Verein Amigas dos Mártires de Kifangondo aus Luanda zu den stärksten Mannschaften, so mit dem letztlich erfolglosen Auftritt beim Landesmeisterschaftsturnier in Luena 2008. Die einzigen weiteren konkurrenzfähigen Teams sind Regedoria FC de Viana aus Viana und der Clube Desportivo da Terra Nova. Terra Nova ist dabei der einzige Klub, der eine zweite Mannschaft und eine Fußballschule für junge Frauen unterhält. Neben diesen vier Vereinen bleiben die anderen Klubs mangels Strukturen und talentierten Spielerinnen meist chancenlos.
Insgesamt finden in nur drei angolanischen Provinzen Meisterschaften statt: in der Provinz Cunene, in der Provinz Huíla und insbesondere in der Provinz Luanda. Gelegentlich finden oder fanden auch in den anderen Provinzen Turniere statt, besonders in den Provinzen Bié, Benguela und Cabinda.
Die Landesmeisterschaft (Campeonato Nacional) wurde bisher stets in jeweils einem zentralen Turnier ausgespielt, jedoch nicht jedes Jahr ausgerichtet. Seit 2011 wurde kein Meister mehr ausgespielt. Folgende Landesmeisterschaften wurden bisher im Frauenfußball Angolas ausgespielt:
| Jahr | Austragungsort | Sieger                  | Finalgegner                       | Ergebnis |
| ---- | -------------- | ----------------------- | --------------------------------- | -------- |
| 1997 | Lubango        | Blocos FC               | Desportivo da Expresso            | 2:1      |
| 2005 | Lubango        | Progresso do Sambizanga | Amigas dos Mártires de Kifangondo | 1:0      |
| 2006 | Huambo         | Progresso do Sambizanga | Clube Desportivo da Terra Nova    | 3:2      |
| 2007 | Luanda         | Progresso do Sambizanga | Clube Desportivo da Terra Nova    | 3:0      |
| 2008 | Luena          | Progresso do Sambizanga | Grupo Desportivo Fagec            | 2:1      |
| 2011 | Lubango        | nicht bekannt           | nicht bekannt                     | -        |

Mit der Taça Sílvia Cabral wird zudem jährlich ein Landespokal ausgespielt. Mit 11 Titeln ist auch hier Progresso do Sambizanga Rekordmeister, gefolgt von Regedoria FC de Viana und Desportivo da Expresso mit je zwei Pokalen.(Stand: 2012)

### Die Frauen-Nationalmannschaft
Hauptartikel: Angolanische Fußballnationalmannschaft der Frauen
Die Frauen-Nationalmannschaft Angolas konnte sich bisher für keine Weltmeisterschaft und kein olympisches Turnier qualifizieren. An der Afrikameisterschaft konnte sie bisher vier Mal teilnehmen. Als größter Erfolg gilt dabei das Erreichen des Halbfinals bei der Fußball-Afrikameisterschaft der Frauen 1995.

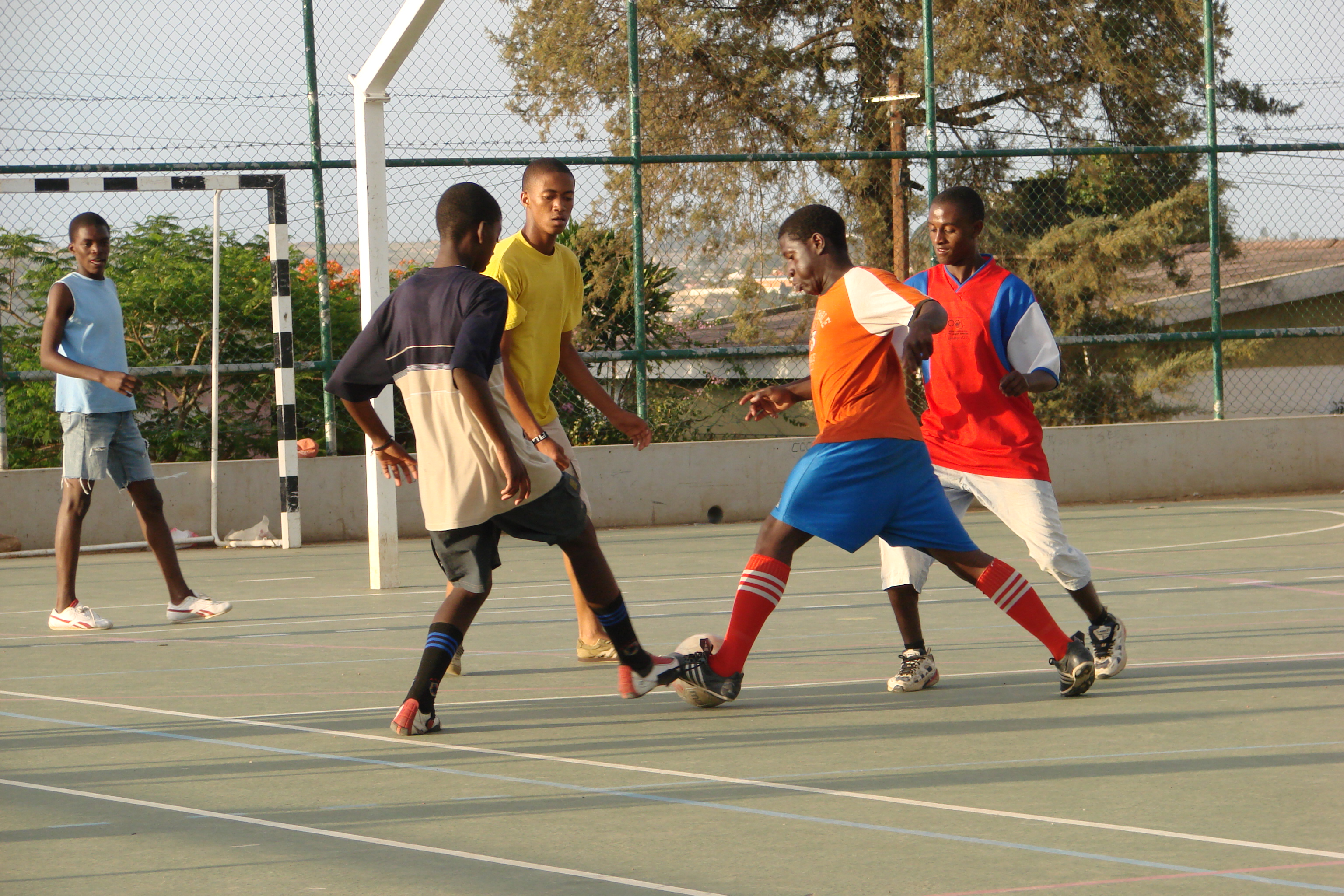
Jugendliche beim Fußballspielen